# Jessa Khan
Jessa Khan ( tiếng Khmer: ខាន់ ចេសា, đã Latinh hoá: Khăn Chésa [kʰan ceːsaː] ; sinh ngày 8 tháng 10 năm 2001), là một học viên ju-jitsu người Campuchia - Mexico - Mỹ . Cô đại diện cho Campuchia tại Đại hội thể thao châu Á 2018 và giành huy chương vàng nội dung ne-waza 49 kg nữ . Đây cũng là tấm HCV đầu tiên mà Campuchia bất ngờ có được ở môn nhu thuật tại Đại hội thể thao châu Á 2018 . Khan giành được HCV thứ hai trong lịch sử Asian Games của Campuchia sau HCV Taekwondo 2014. Cô là con gái của một người mẹ là người Mỹ gốc Mexico với cha là người Mỹ gốc Campuchia. Trang Facebook của cô ấy nói rằng cô ấy đã học jiu-jitsu ở tuổi 12 và cho thấy nhà cô(phòng của cô) có rất nhiều huy chương. Cô sinh ra ở Texas và cư trú ở Nam California.
Huấn luyện viên của cô ấy là Guilherme Mendes, BRA, từ năm 2012 (Vận động viên, ngày 28 tháng 8 năm 2018). Cô ấy cũng có người hùng của mình, người có thể truyền cảm hứng cho cô ấy nhiều hơn, chẳng hạn như; Các vận động viên ju-jitsu người Brazil Rafael Mendes, Guilherme Mendes, Luiza Monteiro và Mikey Musumeci. Vào ngày 6 tháng 10 năm 2020, Khan được huấn luyện viên của cô, anh em nhà Mendes, trao đai đen môn Nhu thuật Brazil, chỉ hai ngày trước sinh nhật lần thứ 19 của cô.

## Sự nghiệp đai đen
Vào ngày 26 tháng 2 năm 2021, Khan xuất hiện lần đầu trên Who's Number One, đánh bại Danielle Kelly bằng quyết định nhất trí. Cô ấy thi đấu tại Evolve Ur Game vào ngày 3 tháng 4 năm 2021 trong trận siêu đấu với Mayssa Bastos, thua về điểm. Cô trở lại Who's Number One vào ngày 28 tháng 5 năm 2021, đánh bại Patricia Fontes bằng băng đội trưởng. Màn trình diễn này đã mang lại cho Khan lời mời tranh đai đầu tiên của WNO nữ hạng rơm tại Giải vô địch WNO. Khan đã hạ gục Jessica Crane bằng một cú đánh gót ở vòng mở màn, nhưng đã bị Grace Gundrum khuất phục trong trận bán kết bằng một cú xoay người và bị Amanda 'Tubby' Alequin hạ gục trong trận đấu an ủi bằng một cú giữ chân.
Vào tháng 5 năm 2022, Khan trở thành một trong những vận động viên vật lộn đầu tiên ký hợp đồng với ONE Championship . Chương trình khuyến mãi đã đặt một trận tái đấu với Alequin trong trận ra mắt của cô ấy tại ONE 159 vào ngày 22 tháng 7 năm 2022, nhưng trận đấu đã thất bại khi Alequin rút lui do vấn đề y tế không được tiết lộ.
Khan đã thi đấu tại Giải vô địch Châu Âu Jiu-Jitsu Brazil năm 2023, giành huy chương đồng ở hạng cân gà trống dành cho nữ.

## Huy chương
Năm 2017
- Huy chương vàng giải vô địch châu Âu
- Huy chương vàng giải vô địch PAN Mỹ
- Huy chương vàng Las Vegas Open 2X
- Huy chương vàng San Diego Open 2X
- Huy chương vàng giải vô địch thế giới 2X
- Huy chương vàng Long Beach 2X
- Huy chương vàng Grand Slam Los Angeles
- Huy chương vàng No ni World Championship 2X
- Huy chương vàng JIU JUTSU World League 2X

Năm 2018
- Huy chương Los Angeles mở rộng 2X
- Huy chương Tap Out Cancer
- Huy chương của quốc gia Gracie
- Huy chương JIU JUTSU World League 2X
- Huy chương NĂM vàng
- Huy chương vô địch PAN Mỹ 2x
- Huy chương San Diego Open 2X
- Huy chương vô địch thế giới
- Huy chương Quốc Gia Mỹ Gi & No Gi
- Huy chương Đại hội thể thao châu Á 2018

Năm 2019
- Nhà vô địch đai tím🥇 tại Giải vô địch chuyên nghiệp thế giới Abu Dhabi [6]